# Daniel Ionescu-Dion
Daniel Ionescu-Dion (n. 11 octombrie 1955, București) este un artist plastic și jurnalist.

## Activitate artistică
Debutează în viața artistică la vârsta de 13 ani cu o expoziție personală în Holul Universității - Sala Dalles, oficiată de criticul de artă și om de cultură Petru Comarnescu, având o prezentare în catalogul expoziției semnată de cunoscutul caricaturist Matty. Urmează cursurile Liceului de Arte Plastice “Nicolae Tonitza” din București.
Până în anul 1986, când emigrează în Statele Unite, deschide mai multe expoziții spectacol, unele dintre ele tematice, cum ar fi: “Războinicii”, tot la sala Dalles, “Viciile lumii moderne” în holul teatrului “L.S.Bulandra” sau expoziția itinerantă “Expunere despre boale și parabole”, iar în 1980 o expoziție de dialog grafic cu colegul său caricaturist Ion Barbu, intitulată “Manifest pentru sănătatea pământului”. La aceste spectacole vernisaj de poezie și muzică participă printre alții” Anda Călugăreanu, Nicu Vladimir, Valeriu Sterian, Florian Pittiș, Mircea Florian, Doru Stănculescu, formația Catena. Expoziția împreună cu Ion Barbu, cu o prezentare în catalogul expoziției semnată de Radu Cosașu și vernisată de Romulus Vulpescu și George Stanca, va fi interzisă de câteva ori de către cenzura vremii, în cele din urmă reușind să fie prezentată la Deva, Petroșani, Costinești, Medgidia și în final în București. 
Între 1978 și 1984 obține premii la festivaluri de grafică în Turcia, Italia și Japonia, iar în 1985 Marele Premiu la Festivalul Internațional de umor grafic de la Skoplje. În perioada 1983-1984 este redactor colaborator și tehnoredactor la "Viața studențească" și "Amfiteatru". Publică numeroase desene în presă: Urzica, Flacăra, România Literară, Contemporanul.
Părăsește România în 1986 și așteaptă în Grecia viza de emigrare în S.U.A. Între timp deschide o expoziție personală la sala Ministerului Culturii din Atena și expune lucrări în diferite galerii din Atena. Colaborează la revistele "Parapende" și "Babel" tot din Atena.
Din 1987 se stabilește la New York unde începe o susținută colaborare la "The New York Times", "Time Magazine", "Newsday", "Village Voice", "New Observations" și alte publicații americane, cât și în presa emigrației românești. Colaborează la revista "Meridian" editată de Dorin Tudoran. Urmează cursuri universitare la “Parsons Institute of Design” și “The New School for Social Research” din New York și postuniversitare la City University Of New York - LaGuardia College. 
În 1988 prezintă o expoziție personală la Black Heath Hall din Londra cu participarea cvartetului britanic The Brodsky String Quartet. În New York deschide câteva expoziții personale la Pacca Gallery (1990), Archive Gallery (1991) și la Centrul Cultural Român (1994), și în România la Centrul Cultural American (1996). Realizează grafică de afiș pentru CNN și ilustrează câteva cărți ("Rose Ruth", autor Fred Braken, 1992, Random House NY, "American Romanian Poets", 1998, Cooper Press NY, "King Of The Pinguins", autor Valery Oisteanu, 2000 Cooper Press NY).
Lucrările lui Dion sunt expuse în galerii, muzee și colecții particulare (Basel, Atena, Gabrovo, Miami, New York). Participă din 1978 la saloane de gen din Italia, Polonia, Mexic, Franta, (Ex)Iugoslavia, Canada, Germania, Turcia, Japonia, Belgia, Cehoslovacia, Brazilia, Statele Unite și România. În 1985 este nominalizat de revista poloneză "Szpilki" printre primii 100 de caricaturiști ai lumii.
Din 1996 se restabilește în România și înființează un studio de creație și imagine publicitară. Publică desene și grafică în revistele: "22", "Banii Noștri", "Ziarul Financiar", "Psihologia azi", "Cotidianul", "The Investor", “OfCorso” și "Art&Roll", ultima al cărei editor a fost în cei trei ani de apariție (2000-2003).
În 2015 obține un Master în "Light & Sound Design" la UNATC București. Realizeză light design pentru câteva spectacole de teatru și regizează o piesă după un text propriu. 

## Activitate jurnalistică
În publicistică debutează în 1983 cu articole în revista “Viața Studențească”. În America, pentru o scurtă perioadă (1989), este redactor colaborator la Europa Liberă (Washington DC), pregătind o rubrică săptămânală de artă. Scrie articole pentru presa emigrației române:  “Lumea Liberă”, “Zig Zag” și “Universul”. Absolvă cursurile universitare la Facultatea de filosofie-jurnalism “Spiru Haret”. Publică articole de critică muzicală și de artă vizuală în revistele: “Musical Report”, Art&Roll”, “Cotidianul”, Dilema veche” și “Sunete”. Realizează și prezintă la “PRO FM” emisiunea “Orele Nopții”, pentru scurt timp reluată în 2019 la “Jazzfm.ro”.

## Viața personală
A fost căsătorit cu actrița Anda Onesa. Are doi fii dintr-un mariaj ulterior.